# Cal Bouchard
Carolin Ruth Bouchard, detta Cal (Richmond, 27 novembre 1977), è un'ex cestista canadese.

## Carriera
È stata selezionata dalle Detroit Shock al quarto giro del Draft WNBA 2000 (60ª scelta assoluta).
Con il Canada ha disputato i Giochi olimpici di Sydney 2000 e tre edizioni dei Campionati americani (1997, 2001, 2003).